# Monastiraki
El Monastiraki
(en griego: Μοναστηράκι; literalmente, pequeño monasterio) es un vecindario y mercado al aire libre en el casco antiguo de Atenas, Grecia,
y uno de los principales distritos de compras en esa ciudad.

## Descripción
La zona debe su nombre a la plaza Monastiraki, que a su vez lleva el nombre de la iglesia bizantina de Pantanassa, que se encuentra dentro de la plaza.
Las principales calles de esta zona son Pandrossou y Adrianou. En la zona predominan las tiendas de ropa, las de recuerdos y las tiendas especializadas: se trata de una importante atracción turística en Atenas y en la región del Ática para todos los que quieran ir de compras.
En la plaza se encuentra también la mezquita otomana de Tzistarakis.
La estación de metro de Monastiraki, situada en la plaza, sirve tanto a la Línea 1 como a la Línea 3 del Metro de Atenas.

## Galería

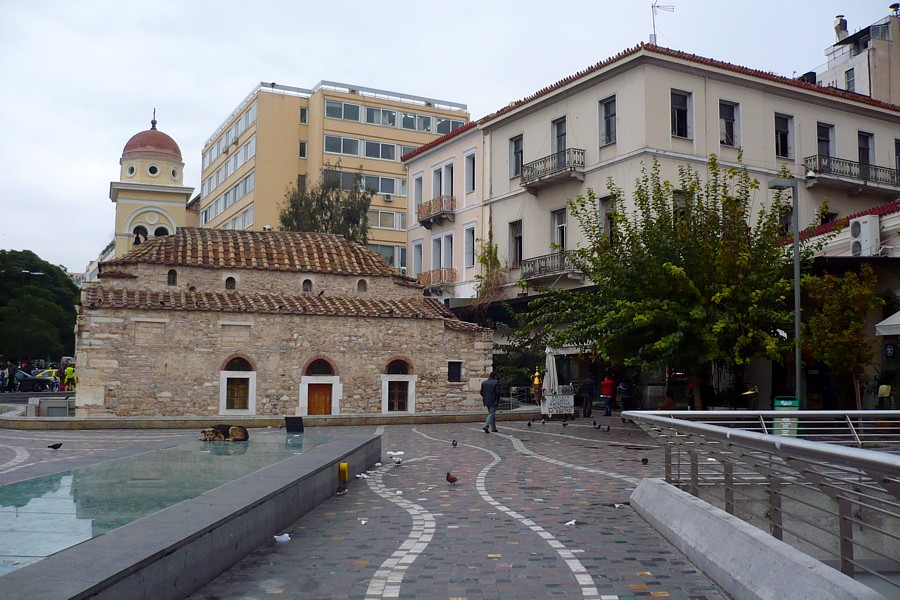
Iglesia Pantanassa.
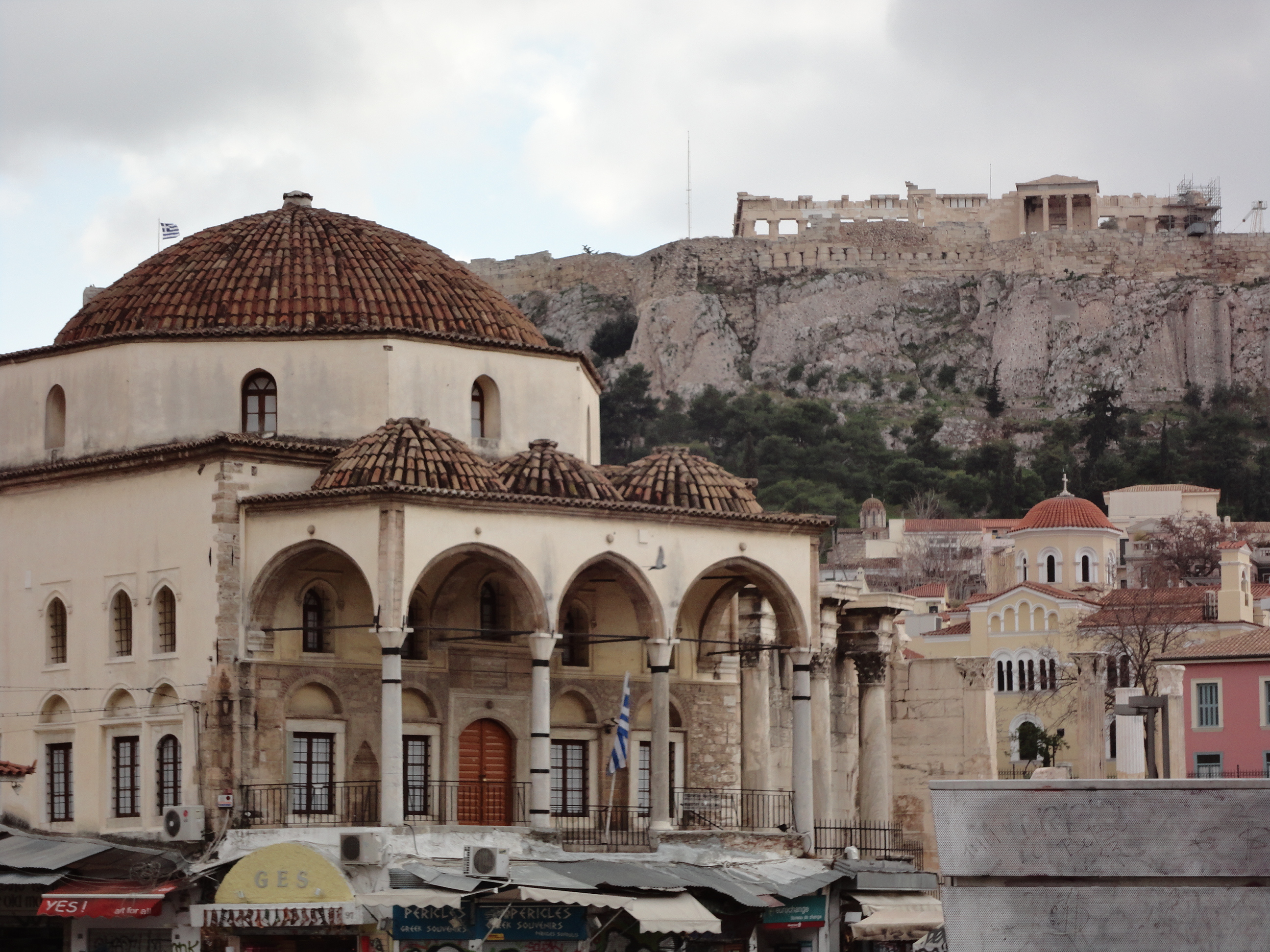
Mezquita Tzistarakis. Al fondo, la Acrópolis.
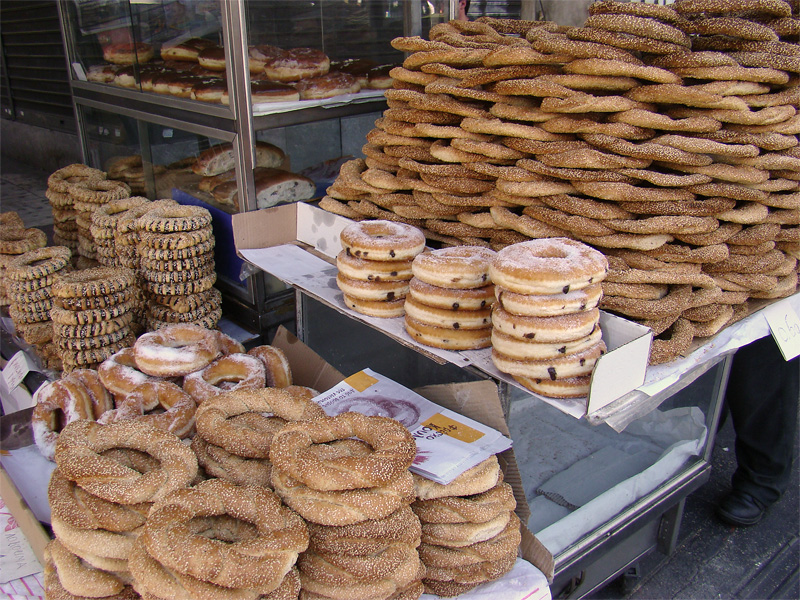
Diversos tipos de koulouris.
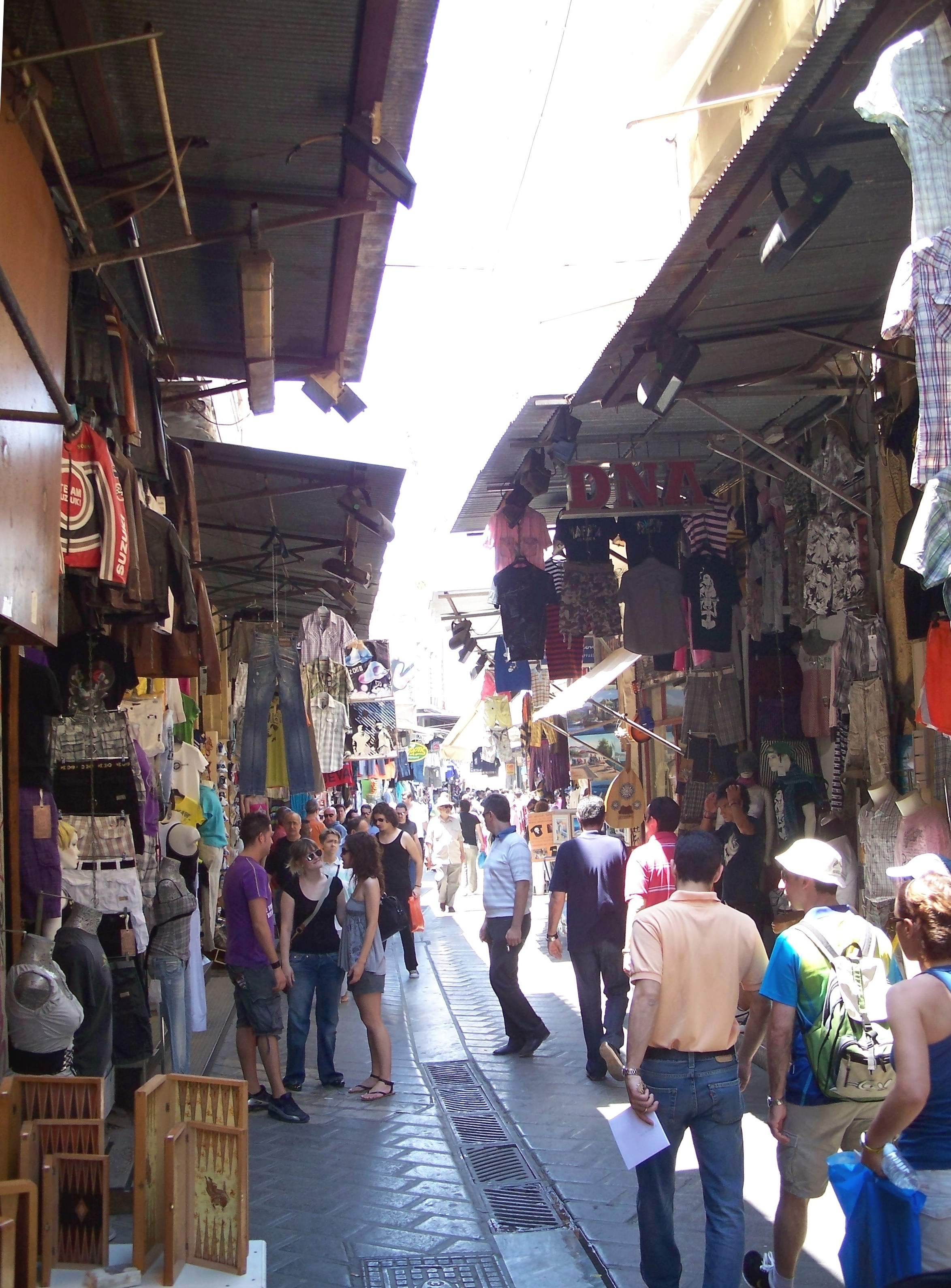
Mercado de Monastiraki.